# Ігл-Маунтен (Юта)
Ігл-Маунтен (англ. Eagle Mountain) — місто (англ. city) в США, в окрузі Юта штату Юта. Населення — 43 623 особи (2020).

## Географія
Ігл-Маунтен розташований за координатами 40°18′51″ пн. ш. 112°0′10″ зх. д. / 40.31417° пн. ш. 112.00278° зх. д. (40.314235, -112.002685).  За даними Бюро перепису населення США в 2010 році місто мало площу 115,16 км², уся площа — суходіл. В 2017 році площа становила 130,59 км², уся площа — суходіл.

## Демографія
Згідно з переписом 2010 року, у місті мешкало 21 415 осіб у 5111 домогосподарстві у складі 4741 родини. Густота населення становила 186 осіб/км².  Було 5546 помешкань (48/км²).
Расовий склад населення:
| - 91,9 % — білих - 0,6 % — вихідців з тихоокеанських островів - 0,6 % — чорних або афроамериканців - 0,6 % — азіатів - 0,5 % — корінних американців - 2,7 % — осіб інших рас |

До двох чи більше рас належало 3,1 %. Частка іспаномовних становила 8,6 % від усіх жителів.
За віковим діапазоном населення розподілялося таким чином: 48,2 % — особи молодші 18 років, 49,9 % — особи у віці 18—64 років, 1,9 % — особи у віці 65 років та старші. Медіана віку мешканця становила 20,3 року. На 100 осіб жіночої статі у місті припадало 102,0 чоловіків;  на 100 жінок у віці від 18 років та старших — 97,6 чоловіків також старших 18 років.
Середній дохід на одне домашнє господарство  становив 79 416 доларів США (медіана — 69 018), а середній дохід на одну сім'ю — 81 240 доларів (медіана — 70 079). Медіана доходів становила 60 175 доларів для чоловіків та 30 901 долар для жінок. За межею бідності перебувало 5,8 % осіб, у тому числі 6,3 % дітей у віці до 18 років та 7,9 % осіб у віці 65 років та старших.
Цивільне працевлаштоване населення становило 9819 осіб. Основні галузі зайнятості: освіта, охорона здоров'я та соціальна допомога — 18,7 %, науковці, спеціалісти, менеджери — 16,1 %, роздрібна торгівля — 15,1 %.